# Nora Roberts
Pour les articles homonymes, voir Roberts.
Œuvres principales
- Série Lieutenant Eve Dallas

Nora Roberts, née Eleanor Marie Robertson le 10 octobre 1950 à Silver Spring dans le Maryland, est une romancière américaine spécialisée dans les romans d'amour et les thrillers psychologiques.
La série de romans mettant en scène le lieutenant Eve Dallas a été publiée aux États-Unis sous le pseudonyme de J. D. Robb. Elle a vendu plus de 400 millions de livres et est traduite dans plus de 26 langues.

## Biographie
Née à Silver Spring dans le Maryland, Nora Roberts est la seule fille et la plus jeune d'une famille de 5 enfants. Après avoir fait ses études dans une école catholique, elle se marie jeune et part vivre à Keedysville (Maryland).
Pendant quelque temps, elle travaille en tant que secrétaire juridique puis, après la naissance de ses deux fils, elle reste à la maison pour s'en occuper.
Elle commence à écrire pendant une tempête de neige en février 1979 et son premier roman L'Invitée irlandaise est publié en 1981.
En juillet 1985, elle se remarie avec Bruce Wilder, qu'elle avait au départ engagé pour fabriquer des étagères destinées à accueillir ses livres.[réf. nécessaire]
Elle a reçu de nombreuses récompenses au cours de sa carrière, comme le prix de la meilleure romance en 1996 avec le roman Douce Brianna (Born in Ice) qui est décerné chaque année par la Romance Writers of America.
Nora Roberts étant une autrice particulièrement prolifique (de dix à onze nouveaux romans sortent chaque année), des rumeurs infondées circulent actuellement aux États-Unis sur l'utilisation d'écrivains privés (ghost writer) et sont contestées par l'auteure.
Au Baccalauréat 2008, un extrait d'un roman de Nora Roberts a été choisi dans l'épreuve de langue vivante 2 (anglais) des séries S et L. Il s'agit d’Aux sources du crime, le 21e tome de la série Lieutenant Eve Dallas.
Aux États-Unis, elle est en deuxième position dans le classement des célébrités les plus généreuses, avec 3,36 millions d'euros versés en 2009.

## Œuvres

### Sous le nom de Nora Roberts

#### SérieDavidov
1. L'Éveil d'une passion, Harlequin, 2006 ((en) Reflections, 1983)Réédité sous le titre Amoureuses étoiles
2. La Force d'un rêve, Harlequin, 2006 ((en) Dance of Dreams, 1983)Réédité sous le titre La Folle Mélodie

#### SérieÉducation irlandaise/Filles d'Irlande
1. L'Invitée irlandaise, J'ai lu, 1982 ((en) Irish Thoroughbred, 1981)Réédité sous le titre Un cœur irlandais par les éditions Harlequin en 2006
2. La Main d'un étranger, Harlequin, 1990 ((en) Irish Rose, 1988)Réédité sous le titre Le Choix du bonheur par les éditions Harlequin en 2001 puis sous le titre L'Irlandaise par les éditions Harlequin en 2006 et enfin sous le titre La Belle d'Irlande dans le recueil Amours irlandaises par les éditions Harlequin en 2021
3. L'Héritière d'Irlande, Harlequin, 2006 ((en) Irish Rebel, 2000)Réédité dans le recueil Amours irlandaises par les éditions Harlequin en 2021

#### SérieGreat Chefs/Petits Délices et Grand Amour
1. La Force d'un regard, Harlequin, 2006 ((en) Summer Desserts, 1985)Réédité dans le recueil Petits Délices et Grand Amour par les éditions Harlequin en 2015
2. Une mission pour Juliet, Harlequin, 1989 ((en) Lessons Learned, 1986)Réédité sous le titre Envoûtante Passion par les éditions Harlequin en 2003 puis sous le même titre dans le recueil Petits Délices et Grand Amour par les éditions Harlequin en 2015 et enfin sous le même titre dans le recueil Raison ou Tentation par les éditions Harlequin en 2020

#### SérieLes MacGregor
1. La Fierté des MacGregor, Harlequin, 2004 ((en) Playing the Odds, 1985)
2. Un mariage au château, Harlequin, 2004 ((en) Tempting Fate, 1985)Réédité sous le titre Une rebelle chez les MacGregor par les éditions Harlequin en 2011
3. Les Héritiers ennemis, Harlequin, 2005 ((en) All the Possibilities, 1985)
4. Le Secret des MacGregor, Harlequin, 2004 ((en) One Man's Art, 1985)Réédité sous le titre L'Orgueil des MacGregor par les éditions Harlequin en 2006 puis sous le titre Le Destin d'une insoumise par les éditions Harlequin en 2012
5. Les liens du cœur, Harlequin, 2005 ((en) For Now, Forever, 1987)Réédité sous le titre L'Héritage des MacGregor par les éditions Harlequin en 2006 puis sous le titre Défi pour un MacGregor par les éditions Harlequin en 2012 puis sous le titre Élégamment barbare
6. Serena la rebelle, Harlequin, 2001 ((en) Rebellion, 1988)
7. Contre vents et marées, Harlequin, 2004 ((en) In From the Cold, 1990)Réédité sous le titre Les Enfants de la liberté
8. Trois mariages chez les MacGregor, Harlequin, 2005 ((en) The MacGregor Brides, 1997)
9. L'Orgueil du clan, Harlequin, 2005 ((en) The Winning Hand, 1998)Réédité sous le titre Un Noël inattendu
10. Trois fiancées pour les MacGregor, Harlequin, 2005 ((en) The MacGregor Grooms, 1998)
11. Le Triomphe de la passion, Harlequin, 2005 ((en) The Perfect Neighbor, 1999)Réédité sous le titre Passion sous la neige par les éditions Harlequin en 2019

#### SérieLa Principauté de Cordina/Les Joyaux de Cordina
1. Une princesse en danger, Harlequin, 2004 ((en) Affaire Royale, 1986)Réédité sous le titre La Passion de Gabriella
2. Un héritier pour Cordina, Harlequin, 2004 ((en) Command Performance, 1987)Réédité sous le titre L'Honneur d'Alexander
3. Pour l'amour d'un prince, Harlequin, 2004 ((en) The Playboy Prince, 1987)Réédité sous le titre Le Défi de Bennett
4. Cordina, royaume des passions, Harlequin, 2004 ((en) Cordina's Crown Jewel, 2002)Réédité sous le titre Le Destin de Camilla

#### SérieCelebrity Magazine
1. Un pouvoir mystérieux, Harlequin, 1986 ((en) Second Nature, 1986)Réédité sous le titre Sous le soleil d'Arizona par les éditions Harlequin en 2006
2. Une singulière attirance, Harlequin, 1985 ((en) One Summer, 1986)

#### SérieD.C. Detectives
1. Hantise, Harlequin, 1994 ((en) Sacred Sins, 1987)Réédité sous le titre Et vos péchés seront pardonnés par les éditions Harlequin en 2004
2. La Messagerie rose, Presses de la Cité, 1992 ((en) Brazen Virtue, 1988)Réédité sous le titre L'Emprise du vice par les éditions J'ai lu en 2015

#### SérieLes O'Hurleys/Les Baladins de Broadway
1. Le Pays de la passion, Harlequin, 2005 ((en) The Last Honest Woman, 1988)Réédité sous le titre Valerie
2. Les Amants de l'aube, Harlequin, 2005 ((en) Dance to the Piper, 1988)Réédité sous le titre Maddy
3. Les Secrets du cœur, Harlequin, 2005 ((en) Skin Deep, 1988)Réédité sous le titre Chantel
4. Le Chemin de l'amour, Harlequin, 2005 ((en) Without a Trace, 1990)

Ces romans ont été réédités en 2012 selon la tomaison :
1. La Saga des O'Hurley, Harlequin, 2012
2. La Fierté des O'Hurley, Harlequin, 2012

#### SérieLoving Jack
1. Baiser volé en Floride, Harlequin, 1989 ((en) Loving Jack, 1989)Réédité sous le titre La Promesse rompue par les éditions Harlequin en 2007 puis sous le titre La Promesse de l'été par les éditions Harlequin en 2011
2. Dans la cité de verre, Harlequin, 1989 ((en) Best Laid Plans, 1989)Réédité sous le titre La Maison du désert par les éditions Harlequin en 2010 puis sous le titre La Brûlure de l'amour par les éditions Harlequin en 2014
3. Cœurs de rebelles, Harlequin, 1995 ((en) Lawless, 1989)Réédité sous le titre La Vallée des promesses par les éditions Harlequin en 2006

#### SérieTime and Again
1. La Passagère du temps, Harlequin, 2009 ((en) Time Was, 1989)
2. L'Homme du futur, Harlequin, 2009 ((en) Times Change, 1990)

#### SérieLes Stanislaski
1. Secrets de famille, Harlequin, 1992 ((en) Taming Natasha, 1990)Réédité sous le titre La Princesse en exil
2. Un bonheur à bâtir, Harlequin, 2003 ((en) Luring a Lady, 1991)
3. Les Rêves d'une femme, Harlequin, 2003 ((en) Falling for Rachel, 1993)
4. Le Scénario truqué, Harlequin, 1995 ((en) Convincing Alex, 1994)
5. Un amour d'enfance, Harlequin, 2003 ((en) Waiting for Nick, 1997)
6. Mariage à Manhattan, Harlequin, 2003 ((en) Considering Kate, 2001)

#### SérieLa Saga des Calhoun/L'Héritage des Calhoun
1. Pour l'amour de Catherine, Harlequin, 1993 ((en) Courting Catherine, 1991)Réédité sous le titre L'Héritage des Calhoun par les éditions Harlequin en 2011 puis sous le titre Un cœur rebelle par les éditions Harlequin en 2014
2. Une femme à convaincre, Harlequin, 1993 ((en) A Man for Amanda, 1991)Réédité sous le titre Le Secret des émeraudes par les éditions Harlequin en 2006 puis sous le titre La Passion d'Amanda par les éditions Harlequin en 2014 et sous le titre À la conquête d'Amanda
3. L'Honneur d'une famille, Harlequin, 1993 ((en) For the Love of Lilah, 1991)Réédité sous le titre Le Séducteur de Lila
4. Le Secret des émeraudes, Harlequin, 1993 ((en) Suzanna's Surrender, 1991)Réédité sous le titre  La Réddition de Suzanna
5. Le Trésor des tours, Harlequin, 2004 ((en) Megan's Mate, 1996)

#### SérieEnquêtes à Denver
1. Menaces sur les ondes, Harlequin, 2002 ((en) Night Shift, 1991)Réédité sous le titre Une voix dans l'ombre par les éditions Harlequin en 2014
2. Mission à haut risque, Harlequin, 2002 ((en) Night Shadow, 1991)
3. Ballade pour un solitaire, Harlequin, 1994 ((en) Nightshade, 1993)Réédité sous le titre La Proie par les éditions Harlequin en 2002 puis sous le titre L'Appel de la nuit par les éditions Harlequin en 2020
4. La Loi du danger, Harlequin, 2003 ((en) Night Smoke, 1994)Réédité sous le titre L'Amour à l'épreuve et  sous le titre Crimes à Denver
5. Un piège dans la ville, Harlequin, 2003 ((en) Night Shield, 2000)

#### SérieLe Clan des Donovan
1. Le Rivage des brumes, Harlequin, 2005 ((en) Captivated, 1992)
2. Les Ombres du lac, Harlequin, 2006 ((en) Entranced, 1992)
3. Un château en Irlande, Harlequin, 2006 ((en) Charmed, 1992)
4. La Forêt des secrets, Harlequin, 2006 ((en) Enchanted, 1999)

#### SérieLes Trois Sœurs
1. Maggie la rebelle, J'ai lu, 1996 ((en) Born in Fire, 1994)
2. Douce Brianna, J'ai lu, 1996 ((en) Born in Ice, 1995)
3. Shannon apprivoisée, J'ai lu, 1997 ((en) Born in Shame, 1996)

#### SérieLe Destin des MacKade/Retour au Maryland/Un été au Maryland
1. Les Liens du sang, Harlequin, 2002 ((en) The Return of Rafe MacKade, 1995)
2. La Rage au cœur, Harlequin, 2002 ((en) The Pride of Jared MacKade, 1995)
3. Les Chaînes du passé, Harlequin, 2002 ((en) The Heart of Devin MacKade, 1996)
4. La Soif de vivre, Harlequin, 2002 ((en) The Fall of Shane MacKade, 1996)

#### SérieTrois Rêves
1. Orgueilleuse Margo, J'ai lu, 1997 ((en) Daring to Dream, 1996)
2. Kate l'indomptable, J'ai lu, 1997 ((en) Holding the Dream, 1997)
3. La Blessure de Laura, J'ai lu, 1997 ((en) Finding the Dream, 1997)

#### SérieLa Trilogie (Le Secret) des diamants/Les Étoiles de Mithra
1. Virginia, Harlequin, 2001 ((en) Hidden Star, 1997)Réédité sous le titre Une femme en fuite par les éditions Harlequin en 2012
2. Stella, Harlequin, 2001 ((en) Captive Star, 1997)Réédité sous le titre Dans l'ombre du mystère par les éditions Harlequin en 2012
3. Diana, Harlequin, 2001 ((en) Secret Star, 1998)Réédité sous le titre  L'Éclat du danger par les éditions Harlequin en 2012

#### SérieLes Frères Quinn
1. Dans l'océan de tes yeux, J'ai lu, 1999 ((en) Sea Swept, 1998)
2. Sables mouvants, J'ai lu, 1999 ((en) Rising Tides, 1998)
3. À l'abri des tempêtes, J'ai lu, 1999 ((en) Inner Harbor, 1999)
4. Les Rivages de l'amour, J'ai lu, 2003 ((en) Chesapeake Blue, 2002)

#### SérieFééries
1. Le Château des secrets, J'ai lu, 2017 ((en) Spellbound, 1998)Paru dans le recueil Féeries
2. L'Étoile d'argent, J'ai lu, 2017 ((en) Ever After, 1999)Paru dans le recueil Féeries
3. La Forêt enchantée, J'ai lu, 2017 ((en) In Dreams, 2000)Paru dans le recueil Féeries
  - Féeries, J'ai lu, 2017 ((en) A Little Magic, 2002)Recueil de trois romans courts : Le Château des secrets (Spellbound, 1998), L'Étoile d'argent (Ever After, 1999) et La Forêt enchantée (In Dreams, 2000)

#### SérieEnchantements
1. L'Hiver éternel, J'ai lu, 2020 ((en) Winter Rose, 2001)Paru dans le recueil Enchantements
2. L'Étrange Voyage, J'ai lu, 2020 ((en) A World Apart, 2002)Paru dans le recueil Enchantements
3. L'Amant rêvé, J'ai lu, 2020 ((en) The Witching Hour, 2003)Paru dans le recueil Enchantements
  - Enchantements, J'ai lu, 2020 ((en) A Little Fate, 2004)Recueil de trois romans courts : L'Hiver éternel (Winter Rose, 2001), L'Étrange Voyage (A World Apart, 2002) et L'Amant rêvé (The Witching Hour, 2003)

#### SérieMagie irlandaise
1. Les Joyaux du soleil, J'ai lu, 2002 ((en) Jewels of the Sun, 1999)
2. Les Larmes de la lune, J'ai lu, 2002 ((en) Tears of the Moon, 1999)
3. Le Cœur de la mer, J'ai lu, 2002 ((en) Heart of the Sea, 2000)

#### SérieL'Île des trois sœurs
1. Nell, J'ai lu, 2003 ((en) Dance upon the Air, 2001)
2. Ripley, J'ai lu, 2003 ((en) Heaven and Earth, 2001)
3. Mia, J'ai lu, 2003 ((en) Face the Fire, 2002)

#### SérieLa Trilogie des clés/Les Trois Clés
1. La Quête de Malory, J'ai lu, 2005 ((en) Key of Light, 2003)
2. La Quête de Dana, J'ai lu, 2005 ((en) Key of Knowledge, 2003)
3. La Quête de Zoé, J'ai lu, 2006 ((en) Key of Valor, 2004)

#### SérieLe Secret des fleurs
1. Le Dahlia bleu, J'ai lu, 2007 ((en) Blue Dahlia, 2004)
2. La Rose noire, J'ai lu, 2007 ((en) Black Rose, 2005)
3. Le Lys pourpre, J'ai lu, 2008 ((en) Red Lily, 2005)

#### SérieLe Cercle blanc
1. La Croix de Morrigan, J'ai lu, 2008 ((en) Morrigan's Cross, 2006)
2. La Danse des dieux, J'ai lu, 2008 ((en) Dance of the Gods, 2006)
3. La Vallée du silence, J'ai lu, 2008 ((en) Valley of Silence, 2006)

#### SérieLe Cycle des sept
1. Le Serment, J'ai lu, 2009 ((en) Blood Brothers, 2007)
2. Le Rituel, J'ai lu, 2009 ((en) The Hollow, 2008)
3. La Pierre païenne, J'ai lu, 2009 ((en) The Pagan Stone, 2008)

#### SérieQuatre saisons de fiançailles
1. Rêves en blanc, J'ai lu, 2010 ((en) Vision in White, 2009)
2. Rêves en bleu, J'ai lu, 2010 ((en) Bed of Roses, 2009)
3. Rêves en rose, J'ai lu, 2011 ((en) Savor the Moment, 2010)
4. Rêves dorés, J'ai lu, 2011 ((en) Happy Ever After, 2010)

#### SérieL’Hôtel des souvenirs
1. Un parfum de chèvrefeuille, J'ai lu, 2012 ((en) The Next Always, 2011)
2. Comme par magie, J'ai lu, 2012 ((en) The Last Boyfriend, 2012)
3. Sous le charme, J'ai lu, 2013 ((en) The Perfect Hope, 2012)

#### SérieLes Héritiers de Sorcha
1. À l'aube du grand amour, J'ai lu, 2014 ((en) Dark Witch, 2013)
2. À l'heure où les cœurs s'éveillent, J'ai lu, 2015 ((en) Shadow Spell, 2014)
3. Au crépuscule des amants, J'ai lu, 2015 ((en) Blood Magick, 2014)

#### SérieLes Étoiles de la fortune
1. Sasha, J'ai lu, 2016 ((en) Stars of Fortune, 2015)
2. Annika, J'ai lu, 2016 ((en) Bay of Sighs, 2016)
3. Riley, J'ai lu, 2017 ((en) Island of Glass, 2016)

#### SérieAbîmes et Ténèbres
1. L'Éclipse, J'ai lu, 2018 ((en) Year One, 2017)
2. La Prophétie, J'ai lu, 2019 ((en) Of Blood and Bone, 2018)
3. L'Élue, J'ai lu, 2020 ((en) The Rise of Magicks, 2019)

#### SérieSonges d'Irlande/Les Gardiens de l'héritage
1. Révélations, J'ai lu, 2021 ((en) The Awakening, 2020))
2. Trahisons, J'ai lu, 2022 ((en) The Becoming, 2021)
3. Résolutions, J'ai lu, 2023 ((en) The Choice, 2022)

#### SérieLe Manoir de la fiancée disparue
1. Le Legs, J'ai lu, 2024 ((en) Inheritance, 2023)
2. Le Miroir, J'ai lu, 2025 ((en) The Mirror, 2024)
3. (en) The Seven Rings, 2025

#### Romans sériels
Les romans de cette catégorie comprennent environ 150 pages.
- La Femme à facettes, Harlequin, 1982 ((en) Blithe Images, 1982)Réédité sous le titre Passion par les éditions Harlequin en 2006 puis sous le titre Les Amants de l'hiver
- Troublante Tentation, Harlequin, 1982 ((en) The Heart's Victory, 1982)Réédité sous le titre La Rebelle amoureuse par les éditions J'ai lu en 2015 puis sous le titre L'Amoureuse de Noël par les éditions Harlequin en 2021
- L'Ange du Wyoming, J'ai lu, 1983 ((en) Song of the West, 1982)Réédité sous le titre Une mystérieuse attirance par les éditions Harlequin en 2005 puis sous le titre Les Amants du Wyoming par les éditions Harlequin en 2012
- L'Île aux fleurs, Harlequin, 1984 ((en) Island of Flowers, 1982)Réédité sous le titre Les Amants de minuit par les éditions Harlequin en 1985
- J'ai tant rêvé, J'ai lu, 1983 ((en) Search for Love, 1982)Réédité sous le titre Le Secret de Kergallen par les éditions J'ai lu en 2013
- (en) Melodies of Love, 1982Paru sous le pseudonyme Jill March
- Farouche et Indomptée, Harlequin, 1985 ((en) Untamed, 1983)Réédité sous le titre L'Éclat d'une passion par les éditions Harlequin en 2011
- L'Éclat de la passion, Harlequin, 1985 ((en) Once More With Feeling, 1983)Réédité sous le titre Un cottage en Cornouailles par les éditions Harlequin en 2012
- Les Amants de Louisiane, Harlequin, 1985 ((en) Her Mother's Keeper, 1981)Réédité sous le titre Un hiver avec lui par les éditions Harlequin en 2021 puis sous le titre Amants et Ennemis
- Du soleil dans les yeux, J'ai lu, 1983 ((en) From This Day, 1981)Réédité sous le titre Séduction par les éditions Harlequin en 2006 puis sous le titre Le Rendez-vous des amants par les éditions Harlequin en 2011
- L'Invitée de l'orage, Harlequin, 1985 ((en) This Magic Moment, 1981)Réédité sous le titre L'Invitée de l'hiver par les éditions Harlequin en 2014 et sous le titre Instants magiques
- (en) Promise Me Tomorrow, 1984
- Ta loi sera la mienne, Harlequin, 1985 ((en) The Law is a Lady, 1981)Réédité sous le titre La Rose de New Chance par les éditions Harlequin en 2013
- La Fuite éperdue, Harlequin, 1985 ((en) Storm Warning, 1981)Réédité sous le titre L'Auberge du mystère par les éditions Harlequin en 2016
- Secrète Tentation, Harlequin, 1985 ((en) Opposites Attract, 1981)Réédité sous le titre Aussi fort qu'autrefois par les éditions Harlequin en 2012 puis sous le titre Plus jamais de secret
- Les Manèges du destin, Harlequin, 1985 ((en) Less of a Stranger, 1984)Réédité sous le titre Désir par les éditions Harlequin en 2006 puis sous le titre L'Inconnue aux yeux gris par les éditions Harlequin en 2012
- Le Baiser d'un inconnu, Harlequin, 1985 ((en) First Impressions, 1981)Réédité sous le titre La Promesse de Noël par les éditions Harlequin en 2009 puis sous le titre Rêve amoureux
- Princesse gitane, Harlequin, 1985 ((en) Rules of the Game, 1981)Réédité sous le titre Tête à tête amoureux par les éditions Harlequin en 2007 puis sous le titre Un envoûtant rendez-vous par les éditions Harlequin en 2014
- Pour l'amour de l'art, Harlequin, 1985 ((en) Sullivan's Woman, 1981)Réédité sous le titre Tentation par les éditions Harlequin en 2006 puis sous le titre Un printemps à San Francisco par les éditions Harlequin en 2013
- Pour une rose sauvage, Harlequin, 1987 (Boundary Lines, 1985)Réédité sous le titre La Prairie des amants par les éditions Harlequin en 2007 puis sous le titre Un sentiment interdit par les éditions Harlequin en 2009 et enfin dans le recueil Rêve d'hiver par les éditions Harlequin en 2013
- Le Secret du Bayou, Harlequin, 1985 ((en) Partners, 1985)Réédité sous le titre Parfums dans la pénombre
- La Maison du mystère, Harlequin, 1985 ((en) Night Moves, 1984)Réédité sous le titre L'Ombre du mystère puis sous le titre L'Énigme de la maison Morgan
- Le Goût du bonheur, Harlequin, 1985 ((en) Dual Image, 1981)Réédité sous le titre Une passion interdite par les éditions Harlequin en 2013 puis sous le titre Une liaison interdite par les éditions Harlequin en 2021
- L'Île des secrets, Harlequin, 1985 ((en) The Right Path, 1981)Réédité sous le titre Le Silence des roses
- L'Été de la passion, Harlequin, 1985 ((en) Treasures Lost, Treasures Found, 1986)
- L'Autre Face du portrait, Harlequin, 1986 ((en) The Art of Deception, 1986)Réédité sous le titre Le Souffle du danger par les éditions Harlequin en 2007 puis sous le titre Un secret au manoir par les éditions Harlequin en 2020
- Princesse en exil, 1991
- L'Ombre du danger, Harlequin, 2007 ((en) Risky Business, 1986)Réédité sous le titre Clair-obscur  par les éditions Harlequin en 2013
- Une famille pour Noël, Harlequin, 2012 ((en) Home for Christmas, 1986)Paru dans le recueil Par une nuit d'hiver puis réédité sous le titre Rêve ancien
- Le Testament fou, Harlequin, 1987 ((en) A Will and a Way, 1986)Réédité sous le titre Amoureux et Ennemis par les éditions Harlequin en 2007 puis sous le titre Un Noël dans les Catskills par les éditions Harlequin en 2011
- Au feu de la passion, Harlequin, 2007 ((en) Mind Over Matter, 1987)
- La Brûlure de l'été, Harlequin, 2007 ((en) Temptation, 1987)Réédité sous le titre Un ténébreux amant par les éditions Harlequin en 2013 puis sous le titre Sous le ciel étoilé par les éditions Harlequin
- Sur la planète de l'amour, Harlequin, 1988 ((en) Local Hero, 1988)Réédité sous le titre Si près de toi par les éditions Harlequin en 2013
- Une seconde de la vie de Sam, Harlequin, 1990 ((en) Name of the Game, 1988)Réédité sous le titre Combat d'amour par les éditions Harlequin en 2001 puis sous le titre Love par les éditions Harlequin en 2010 et enfin sous le titre La Couleur des roses par les éditions Harlequin en 2014
- La Promesse d'une nuit, Harlequin, 2005 ((en) Gabriel’s Angel, 1989)Réédité sous le titre Sur les rives de la passion par les éditions Harlequin en 2007  puis sous le titre L'Amour comme par enchantement par les éditions Harlequin en 2016
- Séduit malgré lui, Harlequin, 1996 ((en) Impulse, 1989)
- Le Silence de Roman, Harlequin, 1990 ((en) The Welcoming, 1990)Réédité sous le titre Double Jeu par les éditions Harlequin en 1996 puis sous le titre Dangereuse Tentation par les éditions Harlequin en 2007
- Fille de star, Harlequin, 1995 ((en) Public Secrets, 1990)Réédité sous le titre Le Cercle brisé par les éditions Harlequin en 2004
- L'Amour captif, Harlequin, 2005 ((en) Unfinished Business, 1992)Réédité sous le titre Un printemps au Maryland par les éditions Harlequin en 2011
- Un cadeau très spécial, Harlequin, 2007 ((en) All I Want for Christmas, 1994)Réédité sous le titre Une maman pour Noël par les éditions Harlequin en 2018 puis sous le titre Rêve innocent
- Un homme à aimer, Harlequin, 2013 ((en) The Best Mistake, 1994)
- Princesse en exil, 1991

#### Romans recueil (2 titres)
- Pages d'amourLe rendez-vous des amants, La Femme à facettes (From this day -  Blithe Images)
- Rêves d'amourUn envoutant rendez-vous, Au feu de la passion (Rules of the Game - Min over Mather
- Idylles voyagesL'invité de l'orage, Troublante tentation (The magic moment - The heart's victory)
- Des souvenirs oubliésL'été de la passion, Au feu de la passion (Treasures Lost, Treasures Found - Mind over matter)

#### Romans recueil (3 titres)
- Des baisers sous la neige, 2015Recueil de trois romans courts : L'Amant du Wyoming, L'Éclat d'une passion et Un printemps à San Francisco

#### Romans de«littérature générale»
Les romans de cette catégorie comprennent une histoire plus développée et détaillée. Le nombre de pages varie entre 250 et 400.
- Ce soir et à jamais, J'ai lu, 2000 ((en) Tonight and Always, 1983)Réédité sous le titre Aujourd'hui et toujours
- La Rivale, J'ai lu, 2000 ((en) Endings and Beginnings, 1984)Réédité sous le titre Une rose pour te plaire
- Question de choix, J'ai lu, 1998 ((en) A matter of Choice, 1984)réédité sous le titre Un étrange amour
- Les Amants de la terreur, Presses de la Cité, 1993 ((en) Hot Ice, 1987)Réédité sous le titre Coup de cœur par les éditions Belfond en 2005
- Douce Vengeance, Presses de la Cité, 1993 ((en) Sweet Revenge, 1989)Réédité sous le titre Douce Revanche par les éditions Belfond en 2006
- Tabous, Harlequin, 1996 ((en) Genuine Lies, 1991)
- Coupable Innocence, Harlequin, 1996 ((en) Carnal Innocence, 1992)
- Possession, Harlequin, 1995 ((en) Divine Evil, 1992)
- Les Illusionnistes, J'ai lu, 1994 ((en) Honest Illusions, 1992)
- Ennemies, J'ai lu, 1995 ((en) Private Scandals, 1993)
- Un secret trop précieux, J'ai lu, 1995 ((en) Hidden Riches, 1994)
- L'Impossible Mensonge, J'ai lu, 1996 ((en) True Betrayals, 1994)
- Meurtres au Montana, J'ai lu, 1997 ((en) Montana Sky, 1996)
- L'Ultime Refuge, Belfond, 1999 ((en) Sanctuary, 1997)
- Le Rubis de la vengeance, Harlequin, 2000 ((en) The Reef, 1998)Réédité sous le titre Maléfice par les éditions Harlequin en 2005
- Une femme dans la tourmente, Belfond, 1998 ((en) Homeport, 1998)
- Par une nuit sans mémoire, Belfond, 2001 ((en) River's End, 1998)
- Comme une ombre dans la nuit, Belfond, 2000 ((en) Carolina Moon, 2000)
- La Villa, Belfond, 2001 ((en) The Villa, 2001)
- Bayou, Belfond, 2003 ((en) Midnight Bayou, 2001)
- La Fortune des Sullivan, Belfond, 2002 ((en) Three Fates, 2002)
- Un dangereux secret, Belfond, 2003 ((en) Birthright, 2003)
- Les Lumières du nord, Belfond, 2006 ((en) Northern Lights, 2004)
- Les Feux de la vengeance, Belfond, 2007 ((en) Blue Smoke, 2005)
- Le Refuge de l'ange, Michel Lafon, 2007 ((en) Angels Fall, 2006)
- Si tu m'abandonnes, J'ai lu, 2010 ((en) High Noon, 2007)
- La Maison aux souvenirs, Michel Lafon, 2010 ((en) Tribute, 2008)
- Les Collines de la chance, Michel Lafon, 2010 ((en) Black Hills, 2009)
- Si je te retrouvais, Michel Lafon, 2011 ((en) The Search, 2010)
- Un cœur en flammes, Michel Lafon, 2012 ((en) Chasing Fire, 2011)
- Une femme sous la menace, Michel Lafon, 2013 ((en) The Witness, 2012)
- Un cœur naufragé, Michel Lafon, 2014 ((en) Whiskey Beach, 2013)
- Le Collectionneur, Michel Lafon, 2015 ((en) The Collector, 2014)
- Le Menteur, Michel Lafon, 2016 ((en) The Liar, 2015)
- Obsession, Michel Lafon, 2017 ((en) The Obsession, 2016)
- Le soleil ne se couche jamais, Michel Lafon, 2017 ((en) Come Sundown, 2017)
- Un cœur à l'abri, Michel Lafon, 2018 ((en) Shelter in Place, 2018)
- Fêlures, Michel Lafon, 2019 ((en) Under Currents, 2019)
- La Cachette, Michel Lafon, 2020 ((en) Hideaway, 2020)
- Héritage, Michel Lafon, 2021 ((en) Legacy, 2021)
- À l'ombre de la nuit, Michel Lafon, 2022 ((en) Nightwork, 2022)
- N'oublie jamais, Michel Lafon, 2023 ((en) Identity, 2023)
- La Mentaliste, Michel Lafon, 2024 ((en) Mind Games, 2024)
- Le Souffle du prédateur, Michel Lafon, 2025 ((en) Hidden Nature, 2025)

### Sous le nom de J. D. Robb

#### SérieLieutenant Eve Dallas
Les romans de cette série ont été publiés en France sous le nom de Nora Roberts.
1. Lieutenant Eve Dallas, J'ai lu, 1997 ((en) Naked in Death, 1995)Réédité sous le titre Au commencement du crime
2. Crimes pour l'exemple, J'ai lu, 1997 ((en) Glory in Death, 1995)
3. Au bénéfice du crime, J'ai lu, 1997 ((en) Immortal in Death, 1996)
4. Crimes en cascade, J'ai lu, 1998 ((en) Rapture in Death, 1996)
5. Cérémonie du crime, J'ai lu, 1998 ((en) Ceremony in Death, 1997)
6. Au cœur du crime, J'ai lu, 1998 ((en) Vengeance in Death, 1997)
7. Les Bijoux du crime, J'ai lu, 2001 ((en) Holiday in Death, 1998)

- Crime de minuit, J'ai lu, 2016 ((en) Midnight in Death, 1998)Paru dans le recueil Crimes par trois

1. Conspiration du crime, J'ai lu, 2001 ((en) Conspiracy in Death, 1999)
2. Candidat au crime, J'ai lu, 2004 ((en) Loyalty in Death, 1999)
3. Témoin du crime, J'ai lu, 2004 ((en) Witness in Death, 2000)
4. La Loi du crime, J'ai lu, 2004 ((en) Judgment in Death, 2000)
5. Au nom du crime, J'ai lu, 2004 ((en) Betrayal in Death, 2001)

- Interlude du crime, J'ai lu, 2016 ((en) Interlude in Death, 2001)Paru dans le recueil Crimes par trois

1. Fascination du crime, J'ai lu, 2005 ((en) Seduction in Death, 2001)
2. Réunion du crime, J'ai lu, 2005 ((en) Reunion in Death, 2002)
3. Pureté du crime, J'ai lu, 2005 ((en) Purity in Death, 2002)
4. Portrait du crime, J'ai lu, 2006 ((en) Portrait in Death, 2003)
5. Imitation du crime, J'ai lu, 2006 ((en) Imitation in Death, 2003)

- Les Diamants du passé, Belfond, 2004 ((en) Remember When, 2003)

1. Division du crime, J'ai lu, 2006 ((en) Divided in Death, 2004)
2. Visions du crime, J'ai lu, 2007 ((en) Visions in Death, 2004)
3. Sauvée du crime, J'ai lu, 2007 ((en) Survivor in Death, 2005)
4. Aux sources du crime, J'ai lu, 2007 ((en) Origin in Death, 2005)
5. Souvenir du crime, J'ai lu, 2007 ((en) Memory in Death, 2006)

- Hanté par le crime, J'ai lu, 2016 ((en) Haunted in Death, 2006)Paru dans le recueil Crimes par trois

1. Naissance du crime, J'ai lu, 2008 ((en) Born in Death, 2006)
2. Candeur du crime, J'ai lu, 2008 ((en) Innocent in Death, 2007)

- L'Éternité du crime, J'ai lu, 2016 ((en) Eternity in Death, 2007)Paru dans le recueil Crimes sans fin

1. L’Art du crime, J'ai lu, 2009 ((en) Creation in Death, 2007)
2. Scandale du crime, J'ai lu, 2009 ((en) Strangers in Death, 2008)
3. L’Autel du crime, J'ai lu, 2010 ((en) Salvation in Death, 2008)

- Crime rituel, J'ai lu, 2016 ((en) Ritual in Death, 2008)Paru dans le recueil Crimes sans fin

1. Promesses du crime, J'ai lu, 2010 ((en) Promises in Death, 2009)
2. Filiation du crime, J'ai lu, 2011 ((en) Kindred in Death, 2009)

- Mémoire du crime, J'ai lu, 2016 ((en) Missing in Death, 2009)Paru dans le recueil Crimes sans fin

1. Fantaisie du crime, J'ai lu, 2011 ((en) Fantasy in Death, 2010)
2. Addiction au crime, J'ai lu, 2012 ((en) Indulgence in Death, 2010)

- L'Ombre du crime, J'ai lu, 2017 ((en) Possession in Death, 2010)Paru dans le recueil Crimes et Chaos

1. Perfidie du crime, J'ai lu, 2012 ((en) Treachery in Death, 2011)
2. Crimes de New York à Dallas, J'ai lu, 2013 ((en) New York to Dallas, 2011)

- Dans l'enfer du crime, J'ai lu, 2017 ((en) Chaos in Death, 2011)Paru dans le recueil Crimes et Chaos

1. Célébrité du crime, J'ai lu, 2013 ((en) Celebrity in Death, 2012)
2. Démence du crime, J'ai lu, 2014 ((en) Delusion in Death, 2012)
3. Préméditation du crime, J'ai lu, 2014 ((en) Calculated In Death, 2013)
4. Insolence du crime, J'ai lu, 2015 ((en) Thankless in Death, 2013)

- Crimes pour vengeance, J'ai lu, 2017 ((en) Taken in Death, 2013)Paru dans le recueil Crimes et Chaos

1. De crime en crime, J'ai lu, 2015 ((en) Concealed in Death, 2014)
2. Crime en fête, J'ai lu, 2016 ((en) Festive in Death, 2014)
3. Obsession du crime, J'ai lu, 2016 ((en) Obsession in Death, 2015)
4. Pour l'amour du crime, J'ai lu, 2017 ((en) Devoted in Death, 2015)
5. Confusion du crime, J'ai lu, 2017 ((en) Brotherhood in Death, 2016)
6. Crimes sous silence, J'ai lu, 2018 ((en) Apprentice in Death, 2016)
7. Les Noces du crime, J'ai lu, 2018 ((en) Echoes in Death, 2017)
8. Révélations du crime, J'ai lu, 2019 ((en) Secret in Death, 2017)
9. Le crime est une œuvre, J'ai lu, 2019 ((en) Dark in Death, 2018)
10. Crime et Complot, J'ai lu, 2020 ((en) Leverage in Death, 2018)
11. Les Dessous du crime, J'ai lu, 2020 ((en) Connections in Death, 2019)
12. Crimes pour vendetta, J'ai lu, 2021 ((en) Vendetta in Death, 2019)
13. Crime en lettres d'or, J'ai lu, 2021 ((en) Golden in Death, 2020)
14. Dans l'ombre du crime, J'ai lu, 2022 ((en) Shadows in Death, 2020)
15. Crime et Cabale, J'ai lu, 2022 ((en) Faithless in Death, 2021)
16. Les Reliques du crime, J'ai lu, 2023 ((en) Forgotten in Death, 2021)
17. Les Cicatrices du crime, J'ai lu, 2023 ((en) Abandoned in Death, 2022)
18. Désespoir du crime, J'ai lu, 2024 ((en) Desperation in Death, 2022)
19. Acteur du crime, J'ai lu, 2024 ((en) Encore in Death, 2023)
20. Vengeance du crime, J'ai lu, 2025 ((en) Payback in Death, 2023)
21. (en) Random in Death, 2024
22. (en) Passions in Death, 2024
23. (en) Bonded in Death, 2025
24. (en) Framed in Death, 2025À paraître le 2 septembre 2025

## Filmographie

### Téléfilms
- 1989 : Magic Moments, téléfilm américain réalisé par Lawrence Gordon Clark d'après le roman L'Invitée de l'orage (The Magic Moment), avec Jenny Seagrove, Paul Freeman et John Shea
- 2001 : L'Ultime Refuge (en) (Sanctuary), téléfilm américain réalisé par Katt Shea d'après le roman éponyme, avec Melissa Gilbert, Costas Mandylor, Chris William Martin et Leslie Hope
- 2007 : Captive du souvenir (Angels Fall), téléfilm américain réalisé par Ralph Hemecker (en) d'après le roman Le Refuge de l'ange (Angels Fall), avec Heather Locklear et Johnathon Schaech
- 2007 : Trois sœurs dans le Montana (Montana Sky), téléfilm américain réalisé par Mike Robe d'après le roman Meurtres au Montana (Montana Sky), avec Ashley Williams, Charlotte Ross, Laura Mennell et Diane Ladd
- 2007 : Les Flammes du passé (Blue Smoke), téléfilm américain réalisé par David Carson d'après le roman Les Feux de la vengeance (Blue Smoke), avec Alicia Witt, Scott Bakula, Matthew Settle, Talia Shire et Eric Keenleyside
- 2007 : Comme une ombre dans la nuit (Carolina Moon), téléfilm américain réalisé par Stephen Tolkin d'après le roman éponyme, avec Claire Forlani, Oliver Hudson, Chad Willett (en), Josie Davis et Jacqueline Bisset
- 2009 : Mystère au Grand Nord (Northern Lights), téléfilm américain réalisé par Mike Robe d'après le roman Les Lumières du Nord (Northern Lights), avec LeAnn Rimes, Eddie Cibrian et Rosanna Arquette
- 2009 : Un amour éternel (Midnight Bayou), téléfilm américain réalisé par Ralph Hemecker (en) d'après le roman Bayou (Midnight Bayou), avec Jerry O'Connell, Lauren Stamile et Faye Dunaway
- 2009 : Sur le fil (High Noon), téléfilm américain réalisé par Peter Markle d'après le roman Si tu m'abandonnes (High Noon), avec Emilie de Ravin et Ivan Sergei
- 2009 : Hantée par le passé (Tribute), téléfilm américain réalisé par Martha Coolidge d'après le roman La Maison aux souvenirs (Tribute), avec Brittany Murphy et Jason Lewis
- 2011 : Coupable Innocence (Carnal Innocence), téléfilm américain réalisé par Peter Markle d'après le roman éponyme, avec Gabrielle Anwar, Colin Egglesfield et Shirley Jones
- 2022 : L'Emprise du vice (Brazen), téléfilm américain réalisé par Monika Mitchell d'après le roman éponyme, avec Alyssa Milano.

## Jeu vidéo
Le roman Rêves en blanc (Vision in white) est adapté en jeu vidéo : Vision in white,.